# Carena de Caldat

La Carena de Caldat, respecte del terme de Granera

La Carena de Caldat és una formació muntanyosa del terme municipal de Granera, al Moianès.
Està situada a la part central-occidental del terme, al nord-oest de la masia de Bigues i a llevant de la del Coll. Pel seu costat nord s'estén la Baga de Caldat, i la carena separa les valls del torrent del Girbau, al nord, i del torrent de Caldat, al sud. El seu extrem nord-occidental és el lloc on s'ajunten aquests dos torrents, mentre que en el seu extrem sud-oriental, enllaça amb la Serra del Castell i amb el Serrat de les Forques.